# Batalla de Kock (1809)
La batalla de Kock se libró en 1809 durante las guerras napoleónicas, cerca de la ciudad de Kock, en Polonia.En la batalla murió el coronel del ejército polaco Berek Joselewicz, que luchaba contra el Imperio austriaco por la libertad de Polonia.

## Curso
El teniente coronel Berek Joselewicz estaba al mando de un escuadrón del 5º Regimiento de Fusileros Montados en la vanguardia del ejército polaco y formando parte de la formación del general de brigada de caballería Rożniecki. A la caballería polaca se le había encomendado la tarea de despejar a las tropas austriacas del camino de la fuerza principal y capturar los cruces sobre el río Wieprz.
Las únicas fuerzas austriacas en la zona se retiraron a Kock el 2 de mayo -estaban formadas por dos escuadrones (con un total de unos 300 hombres) del 1º de Húsares, al mando del mayor Friedrich Hoditz. La fuerza tenía la misión de destruir todos los cruces sobre el Wieprz. El 7 de mayo, Joselewicz atacó a los austriacos al frente de su escuadrón. Tras una breve lucha, los húsares se retiraron en desorden y el puente fue capturado intacto. Joselewicz fue asesinado: al perseguir a los húsares que huían demasiado cerca, fue herido, rodeado y asesinado a pesar de haber suplicado la rendición. Se desconoce el lugar exacto en el que fue enterrado, aunque hay un cenotafio en su honor en la carretera entre Kock y Bialobrzegi.
Las bajas polacas fueron de 1 muerto y 7 heridos, mientras que los austriacos perdieron 11 muertos, 8 heridos y 8 capturados, entre ellos un capitán. Tras la batalla, Hoditz se retiró hacia Lublin. Casi inmediatamente después de la batalla, el coronel Turno (comandante del 5º Regimiento de Fusileros Montados) escribió una carta a Hoditz criticando el comportamiento de sus soldados.